# Centre hospitalier universitaire Amiens-Picardie
Le centre hospitalier universitaire Amiens-Picardie (CHU Amiens-Picardie) est un centre hospitalier universitaire d'une capacité totale de 1 701 lits et places en 2020. Situé à Amiens en région Hauts-de-France, le CHU Amiens-Picardie est composé de trois sites distincts :
- le site sud ;
- le site nord ;
- le centre Saint-Victor.

Il compte environ 6 500 personnels hospitaliers dont près de 800 médecins. C’est le premier employeur du Sud des Hauts-de-France.
Le CHU Amiens-Picardie est un des deux établissements publics universitaires de santé de référence et de recours de la région Hauts-de-France. Il propose à ce titre une offre de qualité à dimension hospitalo-universitaire dans les trois missions constitutives d’un CHU : le soin, l’enseignement et la recherche.
L'agence régionale de santé (ARS) Hauts-de-France est chargée de la mise en œuvre de la politique de santé dans les Hauts-de-France.
Le CHU Amiens-Picardie est affilié à l'université Picardie Jules-Verne et possède 14 centres de formation.
Les trois sites sont desservis par les bus Ametis.

## Histoire

### Hôtel-Dieu Saint-Jean
Dès l'an 1100 existait un premier hôpital, dénommé Saint-Jean, près de la cathédrale Notre-Dame d'Amiens et sur la rivière du Hocquet. L'hôpital fut transféré à la chaussée Saint-Leu par les autorités ecclésiastiques pour devenir Hôtel-Dieu. Sa construction eut lieu entre 1236 et 1238. Trois cents ans plus tard, il tombait en ruines.
Dans les années 1530, un « bureau des pauvres » fonctionnant par intermittence est mis en place à Amiens. C'est le début de la prise en charge de l'assistance aux pauvres par les autorités laïques municipales. Dans ce contexte, l'hôpital est rebâti en 1531, dénommé Hôtel-Dieu Saint-Jean-Baptiste. Il se constituait d'un vaisseau rectangulaire unique, divisé en deux par une file de colonnes. Il formait ainsi deux salles séparées par une cloison de bois ou une tenture tendue entre les colonnes, l'une pour les hommes, l'autre pour les femmes.
Les conditions d'hébergement restèrent précaires à l'Hôtel Dieu. Un rapport, daté de 1784, montre que les salles des malades ne contenaient que 63 lits dans lesquels on couchait souvent à plusieurs. Néanmoins, l’établissement continua de remplir son rôle jusqu'aux bombardements de mai 1940 qui entraînèrent sa ruine. Quelques vestiges de l'institution, fondée au Moyen Âge, sont encore visibles dans l'actuelle rue Saint-Leu.

### L'Hôpital Saint-Charles
Sous l'Ancien Régime, Amiens comptait de nombreux hôpitaux, le plus souvent fruits de la générosité privée, et tenus par des religieuses. L'hôpital Saint-Charles fut fondé grâce au don de deux maisons effectué par le chanoine Antoine Louvel. Saint-Charles abritait les pauvres et les orphelins qui ne pouvaient être admis à l'Hôtel-Dieu réservé aux malades.
En 1896, M. Victor Duvauchelle fit une donation qui permit de construire le pavillon qui porte son nom et destiné aux malades urinaires. L'hôpital traversa, ensuite, lors des deux guerres mondiales, une période trouble.
L'hôpital est largement rénové dans les années cinquante. À partir de 1968, l'établissement créa des services de gériatrie qui furent ensuite transférés au nouveau centre gériatrique Saint-Vincent-de-Paul. En 1988, le centre hospitalier universitaire d'Amiens vendit l'Hôpital Saint-Charles à la faculté de Médecine et de Pharmacie afin de financer les travaux de rénovation du centre Saint-Victor.

### Le centre hospitalier Saint-Victor
En 1883, Victor Cauvel de Beauvillé, avocat puis historien, membre d'une honorable famille de Montdidier, fit legs de sa fortune à la ville d'Amiens pour bâtir un établissement réservé aux pauvres souffrant de cécité ou de maladies des yeux. M. de Beauvillé décédant en 1885, le legs fut officialisé et la Mairie commença les travaux qui durèrent de 1889 à 1891. À la fin des années cinquante, Saint-Victor n'accueillait plus que 40 malades pour une capacité de 300 lits.
Le centre hospitalier régional d'Amiens entreprit des démarches auprès des héritiers de M. de Beauvillé afin d'obtenir le transfert de propriété du centre Saint-Victor. L'établissement fut effectivement rattaché au centre hospitalier universitaire en 1965 et devint également lieu d'accueil des personnes âgées.
Plus tard se posa le problème de la rénovation des bâtiments. Le financement fut trouvé avec la vente de l'Hôpital Saint-Charles, en 1988. Les travaux de rénovation de Saint-Victor se déroulèrent de 1989 à 1992. Le 5 juillet 2010, la préfecture de la région Picardie, le Conseil général de la Somme, l’Agence régionale de Santé Picardie et le CHU ont inauguré l’ouverture de deux nouvelles unités au centre Saint-Victor : l’unité de soins palliatifs (10 lits) et l'unité d’accueil de jour thérapeutique (15 places).

## Nouveaux sites

### Le site nord
Au début des années vingt, l'Hôtel-Dieu n'était plus adapté aux besoins sanitaires de la population. M. Lecointe, vice-président de la commission administrative, eut l'idée de construire un nouvel hôpital sur le plateau de la Citadelle, au nord d'Amiens. La première pierre fut posée en 1929. Édouard Herriot, ministre d'État, inaugura le nouvel hôpital le 6 octobre 1935. Pour faciliter la desserte des services, des galeries souterraines relient les pavillons en 1936. Pendant la Seconde Guerre mondiale, le nouvel hôpital prit une vocation militaire, et ce jusqu'en 1947. En 1945, l'établissement devint centre hospitalier régional.
Des changements importants eurent lieu ainsi en 1961, l'établissement devint centre hospitalier universitaire. Des services comme la médecine ou la chirurgie intégrèrent du personnel médical temps plein, le recrutement des infirmières s'intensifia. En 1974, la maternité fut transférée au nouveau centre de gynécologie-obstétrique, rue Camille Desmoulins.
Au début des années 1980, l'hôpital nord (ainsi rebaptisé par complémentarité à l'hôpital sud) connut un véritable "bond en avant" avec l'ouverture du nouveau plateau technique et la mise en service du scanner. En 1990, une IRM (imagerie par résonance magnétique) fut ouverte ainsi qu'un nouveau bâtiment chirurgical (chirurgie pédiatrique, ORL, chirurgie maxillo-faciale et stomatologie).
À la fin de l’année 2014, après le transfert des deux tiers des activités sur le site sud, le site nord n'accueillait plus que les activités de médecine sans besoin important de plateau technique (environ 200 lits sur les 1 700 que compte le CHU) : la dermatologie, la gériatrie, la rhumatologie, l’endocrinologie, la diabétologie, la médecine interne, les pathologies infectieuses, le centre contre la douleur, la coordination AVC.
En 2023, tous les services de l'hôpital Nord ont été transférés à l'hôpital Sud.

### Le site sud
Dans les années soixante, de nouvelles orientations prévoyaient la construction d'un hôpital au sud d'Amiens afin de créer une unité de lieu avec la Faculté de Médecine. En 1974, Michel Poniatowski, ministre de la Santé, en visite à Amiens, confirma cette orientation. Les travaux de construction de l'Hôpital Sud furent achevés en 1982 et la mise en route du nouvel établissement se déroula de manière progressive, chaque ouverture d'un service à l'Hôpital Sud coïncidant avec la fermeture du même service à l'Hôpital Nord. L'inauguration eut lieu le 19 juin 1984. En 1986, fut ouvert un service de médecine nucléaire et, en 1992, un service de radiothérapie.

## Création du CHU Amiens-Picardie

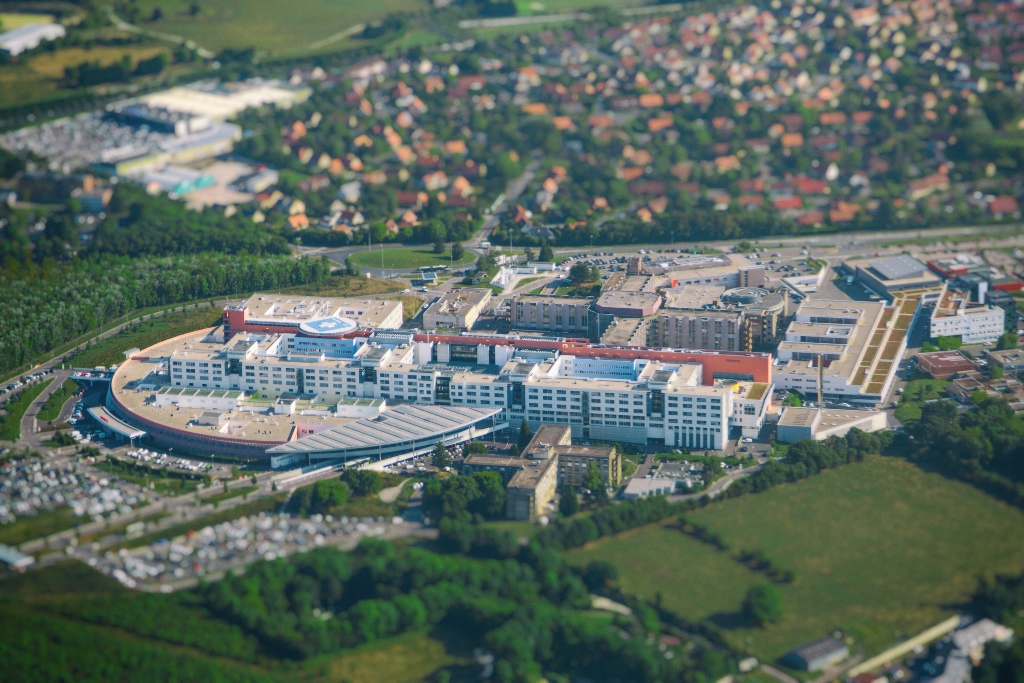
Vue aérienne du site sud CHU-Amiens-Picardie en 2016.

La structure du CHU Amiens-Picardie étant trop complexe (conception architecturale ancienne, dispersion des énergies), un nouveau projet de construction est lancé dans les années 2000. Le « Nouveau CHU Amiens-Picardie »  doit être un nouveau pôle régional, regroupant l'offre de médecine, chirurgie et obstétrique (MCO) des 3 sites (Saint-Victor, Nord et Sud).
La première pierre du nouveau CHU est posée le 17 février 2007 par Gilles de Robien, ministre de l’Éducation nationale, de l’Enseignement supérieur et de la Recherche et Xavier Bertrand, ministre de la Santé et des Solidarités. Après un investissement de 632 millions d'euros et 6 années de chantier, l'ensemble de ces activités a été regroupé grâce à la construction d’un bâtiment neuf de plus de 120 000 m2  sur le site sud en 2016.
Le « Nouveau CHU Amiens-Picardie » s'étend ainsi sur 172 000 m2 au total. Il compte 1238 lits et places (75% en chambres individuelles) et 30 salles de blocs opératoires. Il présente 5 accueils d’urgence enfants, adultes, urgences vitales, urgence gynécologique et obstétrique et malades couchés) et 2 hélistations. Il dispose enfin d'un parking de 3200 places,.
Le nouveau CHU ouvre ses portes au public en septembre 2014. Au même moment a débuté la première étape de ce regroupement. Les transferts se sont déroulés en deux phases, du 1er septembre au 6 novembre 2014. Le transfert s'est effectué en 10 semaines : 600 patients transférés et plus de 1000 rotations de camions (3500 tonnes de matériel en 15 000 m3 et 17 km linéaires d'archives).
Les deux tiers de l’offre de soins du CHU Amiens-Picardie sont installés sur le site sud (ancien hôpital sud). Un tiers de l’offre est maintenu sur le site nord, principalement des services de médecine.Le Centre Saint-Victor, quant à lui, accueille les activités de moyen et long séjour pour les personnes âgées  ainsi que l’Unité de Soins Palliatifs (USP). Enfin, le CHU Amiens-Picardie dispose de structures de prévention, de dépistage, d’accompagnement et de rééducation basées en centre-ville d’Amiens.

## Organisation et équipements

### Les pôles hospitalo-universitaires
Le CHU Amiens-Picardie est organisé en douze pôles hospitalo-universitaires :
- Pôle oncopôle ;
- Pôle anesthésie-réanimations ;
- Pôle autonomie ;
- Pôle biologie et pharmacie ;
- Pôle blocs opératoires ;
- Pôle des cinq sens ;
- Pôle cœur, thorax, vaisseaux (CTV) ;
- Pôle femme, couple, enfant (FCE) ;
- Pôle imagerie ;
- Pôle médecine d'urgence, médecine légale et sociale ;
- Pôle médico-chirurgical digestif, rénal, médecine interne et endocrinologie (DRIME).
- Pôle Préventions, Risques, Information Médicale et Epidémiologie (PRIME).

### Le groupement hospitalier de territoire «Somme Littoral Sud»
Le CHU Amiens-Picardie est l’établissement support du GHT Somme Littoral Sud, nouvelle forme de coopération prévue par le décret n° 2016-524 du 27 avril 2016 relatif aux groupements hospitaliers de territoire. Ce GHT, créé le 29 juin 2016, présente la double particularité d’un GHT à cheval sur plusieurs subdivisions d’internat mais aussi d’être un GHT généraliste, composé d’établissements médecine - chirurgie - obstétrique (MCO) et psychiatriques.
Le CHU Amiens-Picardie et 10 centres hospitaliers renforcent leur coopération en affirmant des valeurs partagées, à savoir la solidarité, la cohésion, la transparence, la concertation et le respect de l’autonomie des établissements, le GHT Somme Littoral Sud est composé des CH suivants  : Abbeville, Albert, Corbie, Doullens, Hesdin, CH de la baie de Somme, Montdidier-Roye, Montreuil-sur-Mer, Philippe-Pinel (à Amiens).
Le GHT Somme Littoral Sud couvre une population de 630 000 habitants, pour une capacité d’accueil de 5 944 lits et places. Il implique 13 775 professionnels. Le budget de fonctionnement consolidé pour le GHT est égal à 1 milliard d’euros.
À travers de multiples groupes de travail pilotés, différents travaux sont engagés pour faciliter et améliorer la prise en charge des patients :
- douze groupes concernant des filières de prise en charge : urgences, gérontologie, cancérologie, addictologie, santé mentale, Insuffisance rénale chronique, AVC, soins de suite et de réadaptation, Femme-couple-enfant, Médecine des détenus, Obésité, maladies neurodégénératives
- trois groupes relatifs aux plateaux techniques : imagerie, pharmacie, laboratoire ;
- quatre groupes relatifs aux fonctions mutualisées : achats, systèmes d’informations, écoles et instituts, formation continue et DPC.

Au-delà des parcours de proximité, le CHU Amiens-Picardie travaille à la formalisation des parcours patients au sud de la région Hauts-de-France. À ce titre, 4 GHT ex-picards ont affirmé leur choix de s’associer au CHU Amiens-Picardie, le partenariat avec ces 4 GHT est orienté autour des questions de démographie médicale, de formation, de recours et de recherche.
Il s'agit des GHT Oise Sud (dit des Portes du Sud de l’Oise, ou GHPSO), Oise Nord Est (autour du CH Intercommunal Compiègne–Noyon), Oise Ouest et Vexin (autour du CH de Beauvais), Aisne Nord (autour du CH de Saint-Quentin).

### Le plateau technique
Il se compose de :
- 33 salles de blocs opératoires

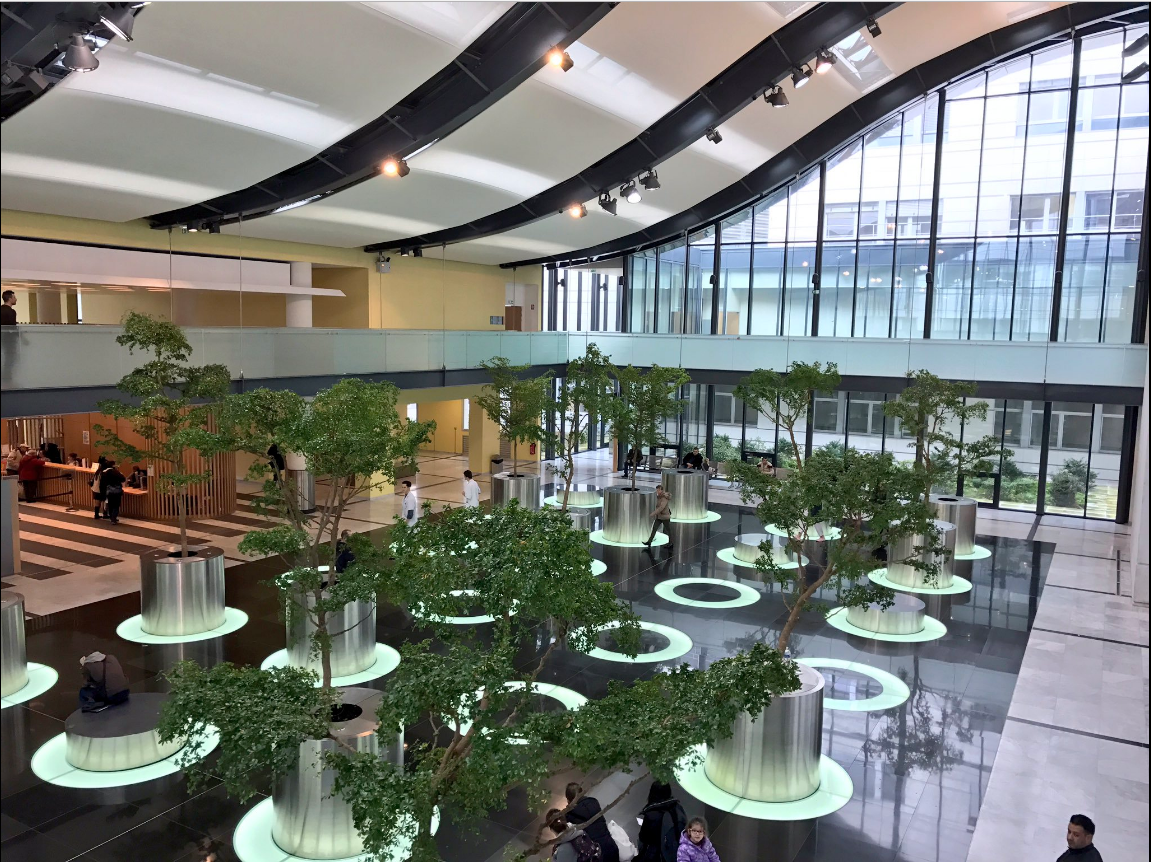
Hall du CHU Amiens-Picardie.

- 1 plateau d’explorations fonctionnelles du système nerveux
- 2 chaînes robotisées pour le traitement des analyses biologiques
- 1 pharmacie centralisée avec un robot de stockage
- 1 secteur de naissance complet : 4 salles de pré-travail, 6 salles de travail, dont une salle « nature », 2 salles de césarienne
- 7 salles destinées aux endoscopies : 3 adultes sans anesthésie, 3 adultes avec anesthésie et 1 pédiatrique
- 2 salles de stéréotaxie robotisée constituées chacune d'un O-ARM, d'une station de neuro-navigation, et d'un robot chirurgical ROSAONE Medtech
- 2 accélérateurs à particules dont 1 Cyberknife[17]
- 1 projecteur de source PDR, 2 CLINAC en miroirs (curiethérapie)
- 3 équipements de circulation extra corporelle, 10 consoles d’ECMO
- 20 colonnes vidéo chirurgicale dont 2 en 3D

Le plateau d’imagerie médicale comprend :
- 5 salles d’imagerie interventionnelle numérisées (angiographie, coronarographie, radiologie interventionnelle, neuro-vasculaire) dont 1 salle hybride
- 3 gamma-caméras dont 2 avec scanner
- 1 TEP-CT numérique
- 2 ostéo-densitomètres
- 5 scanners (dont 1 sur le site nord)
- 3 IRM dont un de 3 Tesla
- 1 IRM 3 Tesla destiné à la recherche
- 15 salles de radiologie conventionnelle dont 1 EOS (clichés débout simultanés face profil à ultrabasse dose)[18]
- 2 mammographes numériques adossés à 2 échographes dédiés et équipés d’outils d’élastographie
- 2 panoramiques dentaires (dont 1 avec ConeBeam et 1 sur le site nord)
- 130 échographes (destinés aux consultations et contrôle dans les services)

## Premières mondiales
En novembre 2005, le service de Chirurgie Maxillo-Faciale, sous l’impulsion du Professeur Devauchelle et du Professeur Testelin, réalise la première mondiale de greffe partielle du visage. Quatre ans plus tard, en novembre 2009, une nouvelle greffe partielle du visage est menée à bien par les mêmes équipes,,.

## Maladies rares
Le CHU Amiens-Picardie est reconnu et mobilisé sur 19 des 23 filières maladies rares en France :
- maladies auto-immunes et auto-inflammatoires systémiques rares (FAIIR) : 6 centres ;
- malformations abdomino-thoraciques (FIMATHO) : 3 centres ;
- maladies rénales rares (ORKID) : 4 centres ;
- maladies rares endocriniennes (FIRENDO) : 6 centres ;
- maladies rares de l’os et du cartilage (OSCAR) : 2 centres ;
- maladies rares du développement cérébral et déficience intellectuelle (DEFISCIENCE) : 4 centres ;
- maladies rares immuno-hématologiques (MaRIH) : 5 centres ;
- maladies hépatiques rares de l’enfant et de l’adulte (FILFOIE) : 2 centres ;
- maladies neuromusculaires (FILNEMUS) : 1 centre ;
- maladies héréditaires du métabolisme (G2M) : 1 centre ;
- maladies cardiaques héréditaires (CARDIOGEN) : 2 centres ;
- maladies rares en dermatologie (FIMARAD) : 2 centres ;
- complications neurologiques et sphynctériennes des malformations pelviennes et médullaires rares (NEUROSPHINX) : 1 centre ;
- maladies rares de la tête, du cou et des dents (TETE COU) : 2 centres ;
- maladies rares à expression motrice ou cognitive du système nerveux central (BRAIN TEAM) : 5 centres ;
- anomalies du développement déficience intellectuelle de causes rares (AnDDI-Rares) : 2 centres ;
- maladies constitutionnelles rares du globule rouge et de l’érythropoïèse (MCGRE) : 1 centre ;
- maladies hémorragiques constitutionnelles (MHEMO) : 1 centre ;
- mucoviscidose et affections liées à une anomalie de CFTR (MUCO-CFTR) : 1 centre.

## Enseignement

### Les centres de formation
Le CHU Amiens-Picardie permet aux étudiants de se former au sein de l’hôpital. 14 formations sont proposées (1400 étudiants) :  
Sans condition de diplôme :
- Institut de Formation d’Aides-Soignants (IFAS)
- Institut de Formation d’Auxiliaires de Puériculture (IFAP)
- Institut de Formation d’Ambulanciers (IFA)

Après le BAC :
- Institut de Formation en Soins Infirmiers (IFSI)
- Institut de Formation de Manipulateurs d'Électroradiologie Médicale (IFMEM)
- Institut de Formation de Techniciens de Laboratoire Médical (IFTLM)
- Institut de Formation en Ergothérapie (IFE)
- Centre de Formation d'Assistants de Régulation Médicale (CFARM)

Après la PACES ou 1re année de STAPS :
- École de Sages-Femmes Michel Vitse[24]
- Institut de Formation en Masso-Kinésithérapie (IFMK)

Spécialisations infirmières :
- École de puériculteurs et puéricultrices
- École d’infirmiers de Bloc Opératoires Diplômés d’État (IBODE)
- École d’infirmiers Anesthésistes Diplômés d’État (IADE)
- Institut de Formation des Cadres de Santé (IFCS)
- En collaboration avec l'université de Picardie Jules-Verne : formation d'Infirmiers en Pratique Avancée (IPA)

### SimUSanté
SimUSanté est le plus grand centre de simulation en santé en Europe. Cet espace d’apprentissage développe des techniques pédagogiques innovantes, en présentiel ou à distance. Il est accessible à l’ensemble des acteurs de santé pour la formation initiale et le développement professionnel continu quel que soit leur mode d’exercice hospitalier, libéral, à domicile… mais aussi à la formation et l’éducation des patients et aidants,.
En 2012, il a obtenu le label Initiative d'Excellence en Formation Innovante (IDEFI) par l’Agence Nationale de la Recherche, SimUSanté développe des concepts innovants au service de la qualité des soins et du lien ville-hôpital : 51 espaces de simulation dont 43 salles équipées de vidéo en réseau. De la maison au service de soins, l’aménagement fidèle des espaces de simulation offre un environnement professionnel réaliste avec SimUHospi (un hôpital reconstitué) et SimUCity (un quartier de ville aménagé).
Dans le cadre de ses 3 axes de recherche (conception et modélisation pédagogique, impact sur les pratiques en santé, environnement professionnel et lieux de vie) SimUSanté collabore avec des laboratoires de recherche de l’université Picardie Jules-Verne (CRPCPO - EA 7273, MIS - EA 4290 et PERITOX - UMR - I 01). Des projets de recherches sont menés conjointement avec le Laboratoire Éducations et Pratiques de Santé de l’université Paris XIII (EA 34/2).
Christine Ammirati, à l'origine du centre et qui le coordonne, est classée parmi les 40 Françaises qui comptent en 2019 par le magazine Forbes.

## Recherche
Doté d’une direction de la recherche regroupant la Direction de la recherche clinique et de l’innovation, le centre de recherche clinique, et la Biobanque (conservations d’échantillons biologiques), le CHU Amiens-Picardie affirme sa culture et le développement de la recherche. Les équipes travaillent en interaction étroite avec les services du CHU Amiens-Picardie mais aussi avec différents centres hospitaliers régionaux et certaines unités de recherche universitaires.
En 2016, l'activité de recherche s'est traduite par 507 publications, 468 essais en cours incluant 2892 patients, 5 divers programmes (recherche clinique, médico-économique) et 190 nouveaux programmes de recherches.
En 2018, 3 nouveaux projets de recherche clinique du CHU Amiens-Picardie ont été validés par le ministère des Solidarités et de la Santé :
- Perspective de traitement du lymphome B après rechute chez le patient âgé
- Évaluation d’un traitement des infections abdominales en réanimation
- Vers un nouveau diagnostic de l’occlusion intestinale aiguë de l’intestin grêle[34]

### Centre universitaire de recherche en santé
En octobre 2014, le centre universitaire de recherche en santé (CURS) de l’université Picardie Jules-Verne s'est implanté sur le site sud du CHU Amiens-Picardie. Cette localisation participe à la constitution d’un pôle santé au sud d’Amiens avec la future implantation des Unités de Formation et de Recherche (UFR) de médecine et de pharmacie sur le campus amiénois favorisant les collaborations entre le CHU et l’UPJV en matière de recherche.
Ce bâtiment d’une surface de 6 000 m2 permet aussi de doubler les surfaces consacrées à la recherche en santé. Il intègre, outre les unités de recherche reconnues, les plateformes Animalerie et Ingénierie Cellulaire et Analyse des Protéines (ICAP). La construction a représenté un coût de 20 millions d’euros financés par l’État (5 M€), la Région Picardie (5 M€) et l’Europe (10 M€). L’université a, quant à elle, engagé 750 000 € pour le transfert des unités de recherche du pôle St-Charles au CURS.
Les unités de recherche présentes :
- Lymphocyte Normal et Pathologique et Cancers (LNPC)
- Unité de Virologie Clinique et Fondamentale (UVCF)
- Périnatalité et Risques Toxiques (PERITOX)
- Groupe de Recherche sur l'Analyse Multimodale de la Fonction Cérébrale (GRAMFC)
- Groupe de Recherche sur l'Alcool et les Pharmacodépendances (GRAP)
- Laboratoire de Neurosciences Fonctionnelles et Pathologies (LNFP)
- Hémostase et Remodelage Vasculaire Post-Ischémique (HERVI)
- Mécanismes Physiopathologiques et Conséquences des Calcifications Cardiovasculaires (MP3CV)

Auxquelles il faut ajouter la plateforme d'Animalerie et celle d'Ingénierie Cellulaire et Analyse des Protéines (ICAP).